# Brage
För andra betydelser, se Brage (olika betydelser).
Brage (isländska: Bragi, "den förträfflige") är skaldekonstens gud i nordisk mytologi. Han är son till Oden och Gunnlöd och gift med Idun. De har många barn tillsammans, men deras namn är okända.
Brage är en sällan omnämnd, dimmig figur i mytologin. Detta kan bero på att även Oden betraktades som skaldekonstens gud och "brage" kan helt enkelt ha varit en titel, möjligen just Odens. På 800-talet fanns det dock också en skald som kallades Brage den gamle (isländska Bragi hinn gamli) och det kan möjligen finnas ett samband med den dunkla bilden av ”skaldekonstens gud” och denne ”skaldekonstens fader”.
Brages uppgift är att med talekonst och sitt snille skalda lovkväden som hjälper till att hålla gudars och hjältars bedrifter ihågkomna. Om man vill ha samma egenskaper som Brage skall man åkalla honom. Han är den som å Odens vägnar välkomnar de förnämsta gästerna  som fått bänkplats hos hjältarna i Valhall. Han får stupade krigarkungar att känna sig som hemma i hjältarnas dödsrike. Han delar denna uppgift med Hermod.
I den mån han hade en roll i kulten var det vid kungliga begravningar då ”bragelöften” avgavs och stora dåd utlovades. Detta har senare associerats med ordet "bragd"; den som utlovade en kommande bedrift kunde förkunna det i form av en "brage-skål", ett löfte om en kommande bragd. Faktiskt är det så att berusning väcker Brages skaparanda. Loke föraktade Brage. I konsten känns Brage igen på sitt långa skägg.

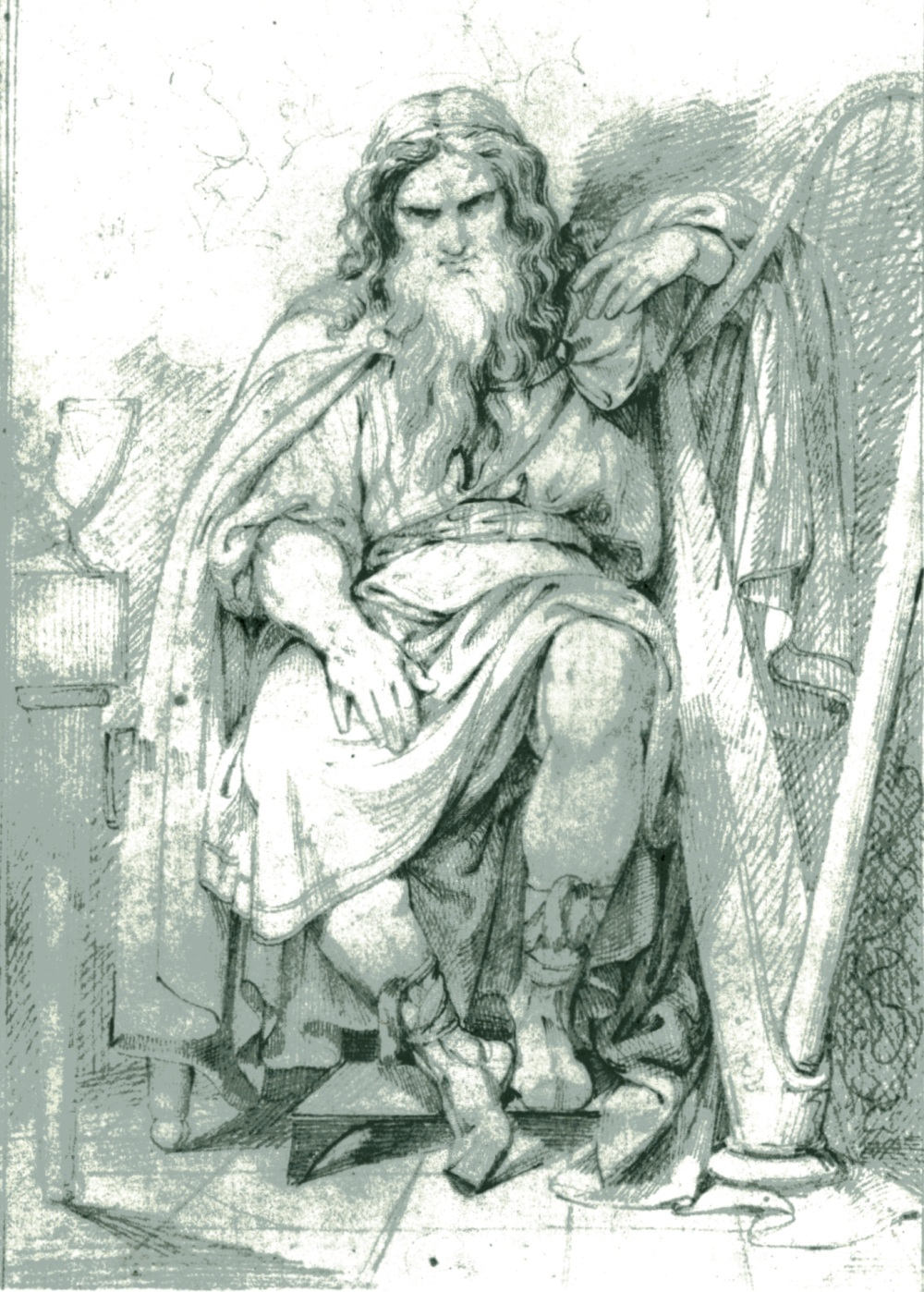
Brage, av Carl Wahlbom (1810-1858).